# Мечеть и мавзолей Исмаила Кодабенде
Мечеть и мавзолей Исмаила Кодабенде или Мавзолей Ильхана Олджейту (англ. Mosque and tomb of Ismael Khodabendeh) — памятник сакральной архитектуры Ирана начала XIV века. Расположен в городе Сольтание провинции Зенджан. Мавзолей Олдшейту вместе с городом Солтание был включён в список объектов Всемирного наследия ЮНЕСКО в 2005 году.

## История создания
Хан Олджейту стал сторонником шиизма и, чтобы завоевать расположение верующих, решил выстроить новую мечеть и мавзолей для шиитских святых. По плану хана сюда должны были перевезти останки шиитских святых, а мечеть планировалась как их новый мавзолей.
Новую мечеть поручили создать архитектору из города Тебриз Алишаку. Ходжи Алишак выполнил новое здание в виде высокого восьмиугольного объёма с куполом. Верхушка купола возвышалась над землей на высоте 52 м.
Здание построили с кирпича в период с 1307 по 1309 год; пристройки и отделка были закончены к 1313 году. Чтобы усилить декоративные свойства мечети, Ходжи Алишак даже минареты разместил на крыше верхнего яруса сооружения; всего минаретов — восемь. Сооружение имело три яруса. Первый ярус имел лишь небольшие входы и узкие окна на обнажённых поверхностях стен, напоминающие стены крепости. Напротив, наиболее декорированным и архитектурно разработанным был третий ярус, украшенный открытыми галереями по три арки на каждой стороне восьмиугольного сооружения. В центре каждой плоскости одна широкая арка, боковые — поменьше. Открытая галерея огибает сооружение по периметру. Гранчатые стены служили пилонами-фундаментами для восьми стройных минаретов. Такое их расположение было достаточно декоративным, но опасным в сейсмически неспокойном крае. Минареты были сильно повреждены во время ряда землетрясений.
Подняться на открытую галерею позволяли ступеньки, скрытые в двух гранчатих пристройках к мечети, увеличивающих её фасад. Сооружение венчал величественный шлемовидный купол, украшенный синими изразцами.
Поскольку мавзолей Олджейту был одним из самых значительных сооружений своего времени, он стал источником вдохновения для многих других строений, как внутри, так и за пределами культуры Ильханидов. Отличительные черты комплекса были позже обнаружены на многих других памятниках, в частности сооружение минаретов над порталом. Эта тенденция началась в сельджукский период, а затем стала распространённой для архитектуры Ильханидов.
- Восстановленные изразцы купола мечети, фото 2011 г.
- Остатки бывшего декора на открытой галерее, фото 2011 г.

## Обследование руины Паскалем Косте
Французский архитектор и исследователь архитектуры мусульманских стран Паскаль Косте обнародовал собственную книгу «Архитектура арабских государств» (1837 г.). До этого года он успел посетить арабский Египет и Каир, где создал ряд зарисовок местной архитектуры. Новое издание способствовало привлечению исследователя архитектуры в посольство, направленного в Персию. Двор шаха позволил Паскалю Косте путешествовать по стране, это разрешение француз-учёный использовал для посещения персидских провинций и обследований памятников старинной местной архитектуры. Персия в XIX веке находилась в длительном экономическом кризисе, и большинство старинных сооружений находилось в руинах. Посещение западноевропейского исследователя способствовали обследованию состояния нескольких важных памятников архитектуры Персии, до которых тогда никому не было дела. Исследователь принес с собой новые технологии изучения архитектурных памятников и собственный опыт обследований, приобретенный ещё в Египте.
Среди посещённых достопримечательностей была и мечеть хана Олджейту. Паскаль Косте обследовал разрушенное мечеть и зарисовал её фасад, создал поземный план и даже проект реконструкции и восстановления её фасадов, разрушенных минаретов и купола.
Реставрационно-восстановительные работы на памятнике архитектуры начала XIV века начались в Иране только на рубеже XX—XXI веков.

## Галерея
- Фасад мечети, фото 2011 г.
- Разрушенный минарет до восстановления, фото 2011 г.
- Восстановленный декор купола, фото 2011 г.
- Образец каллиграфического надписи в интерьере, фото 2011 г.
- Образец старинного декора мечети, фото 2011 г.
- Интерьер мечети во время реставрационных работ, фото 2011 г.
- Образец старинного декора в мечети, фото 2011 г.